# Mauerkirchen (Austria)
Mauerkirchen – gmina targowa w Austrii, w kraju związkowym Górna Austria, w powiecie Braunau am Inn. Liczy 2,4 tys. mieszkańców.